# 和歌山県道・奈良県道55号橋本五條線
和歌山県道・奈良県道55号橋本五條線（わかやまけんどう・ならけんどう55ごう はしもとごじょうせん）は、和歌山県橋本市から奈良県五條市に至る県道（主要地方道）である。

## 概要

### 路線データ
- 陸上距離
  - 和歌山県道 5.304km
  - 奈良県道 3.5 Km
- 起点：和歌山県橋本市向副
- 終点：奈良県五條市丹原

## 歴史
- 1993年（平成5年）5月11日 - 建設省から、県道橋本五條線が橋本五條線として主要地方道に指定される[1]。

## 路線状況

### 重複区間
- 奈良県道732号阪本五條線（奈良県五條市火打町 - 奈良県五條市中町）

## 地理

### 通過する自治体
- 和歌山県
  - 橋本市
- 奈良県
  - 五條市

### 交差する道路
| 交差する道路              | 交差する場所 | 交差する場所 | 交差する場所 | 交差する場所 | 備考 |
| ------------------------- | ------------ | ------------ | ------------ | ------------ | ---- |
| 国道370号                 | 和歌山県     | 橋本市       | 橋本市       | 橋本橋南詰   |      |
| 和歌山県道104号山内恋野線 | 和歌山県     | 橋本市       | 橋本市       | 恋野         |      |
| 奈良県道732号阪本五條線   | 奈良県       | 五條市       | 五條市       | 火打口       |      |
| 奈良県道732号阪本五條線   | 奈良県       | 五條市       | 五條市       | 中           |      |
| 国道168号                 | 奈良県       | 五條市       | 五條市       | 丹原         |      |

※ 交差する場所の括弧書きは地名、それ以外は交差点名で表示